# Friedrich Karl von Puttkamer
Friedrich Karl von Puttkamer (geb. 16. Juni 1908; gest. November 1943 in Berlin) war ein deutscher Regieassistent und Filmeditor, der während der Zeit des Nationalsozialismus an zahlreichen deutschen Filmproduktionen beteiligt war.

## Leben
Von Puttkamer entstammte dem pommerschen Adelsgeschlecht Puttkamer. 1934 begann er als Regieassistent zu arbeiten. Einer seiner ersten Filme in dieser Funktion war Lockvogel unter der Regie von Hans Steinhoff, danach folgte mehrfache Zusammenarbeit mit dem Regisseur Karl Ritter. Ab 1938 arbeitete von Puttkamer in mehreren Filmen Ritters auch als Schnitt-Assistent. 1939 war er Regieassistent bei dem Film Bal paré und gemeinsam mit Gottfried Ritter auch für den Filmschnitt verantwortlich. Ab 1940 arbeitete er mehrmals als Schnittmeister für Veit Harlan, so in dessen Propagandafilmen Jud Süß (1940) und Die goldene Stadt (1942) sowie in den Filmdramen Immensee und Opfergang, die 1942/43 gedreht wurden. Von Puttkamer starb im November 1943 in Berlin.

## Filmografie
- 1934: Lockvogel (Regie-Assistenz)
- 1935: Die letzten Vier von Santa Cruz (Regie-Assistenz)
- 1936: Weiberregiment (Regie-Assistenz)
- 1936: Verräter (Regie-Assistenz)
- 1937: Unternehmen Michael (Regie-Assistenz)
- 1937: Patrioten (Regie-Assistenz)
- 1938:	Urlaub auf Ehrenwort (Regie-Assistenz)
- 1938: Capriccio  (Schnitt-Assistenz)
- 1938: Pour le Mérite (Schnitt-Assistenz)
- 1939: Die Hochzeitsreise (Schnitt-Assistenz)
- 1939:	Bal paré (Regie-Assistenz, Schnitt)
- 1940: Jud Süß (Schnitt)
- 1940/42: Der große König (Schnitt)
- 1942: Die goldene Stadt (Schnitt)
- 1943: Immensee (Schnitt)
- 1943: Träumerei (Schnitt)
- 1944: Opfergang (Schnitt)